# Gamla Mosaiska begravningsplatsen vid Svingeln

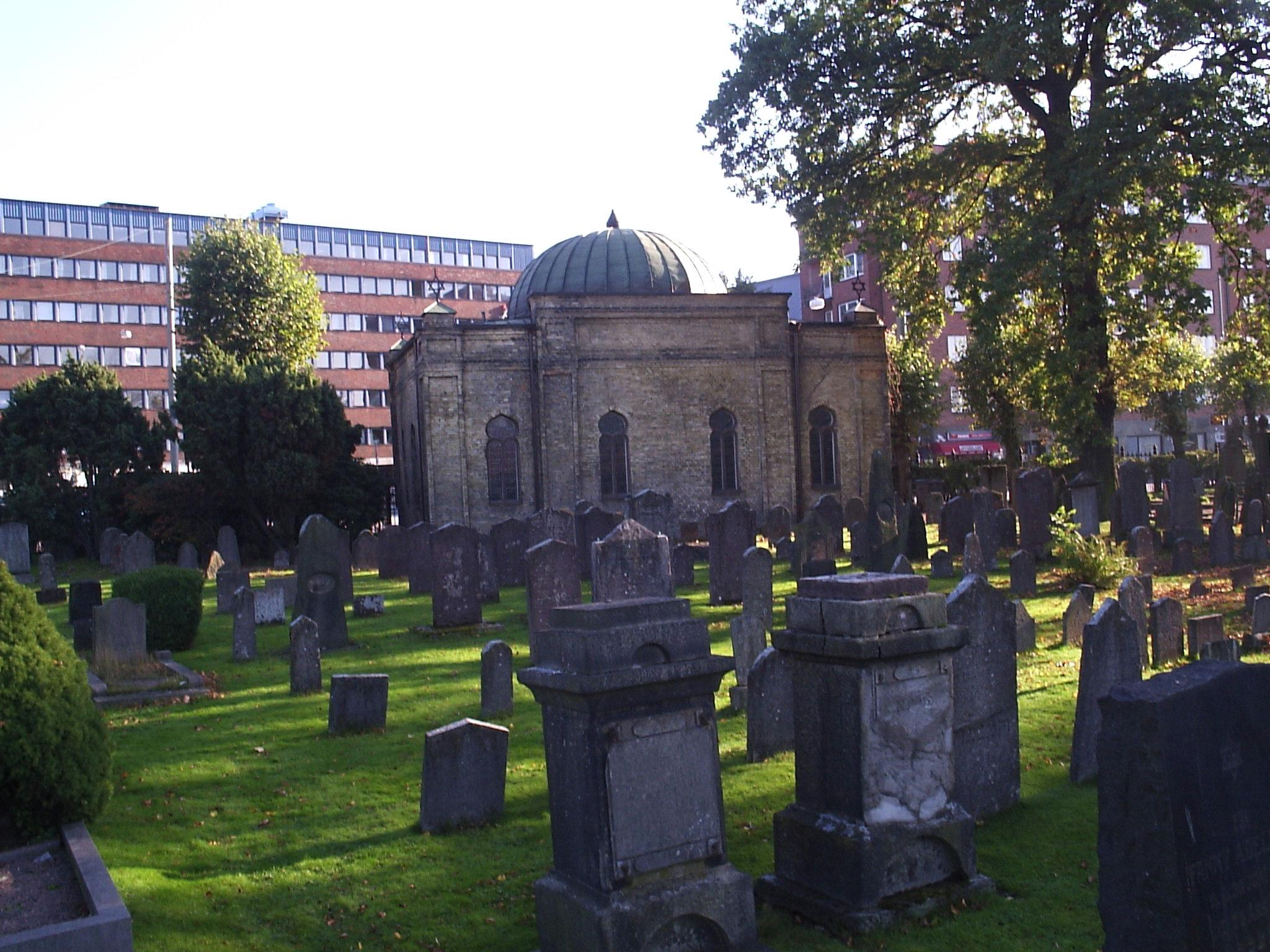
I bakgrunden kapellet på gamla Mosaiska begravningsplatsen vid Svingeln i Göteborg.

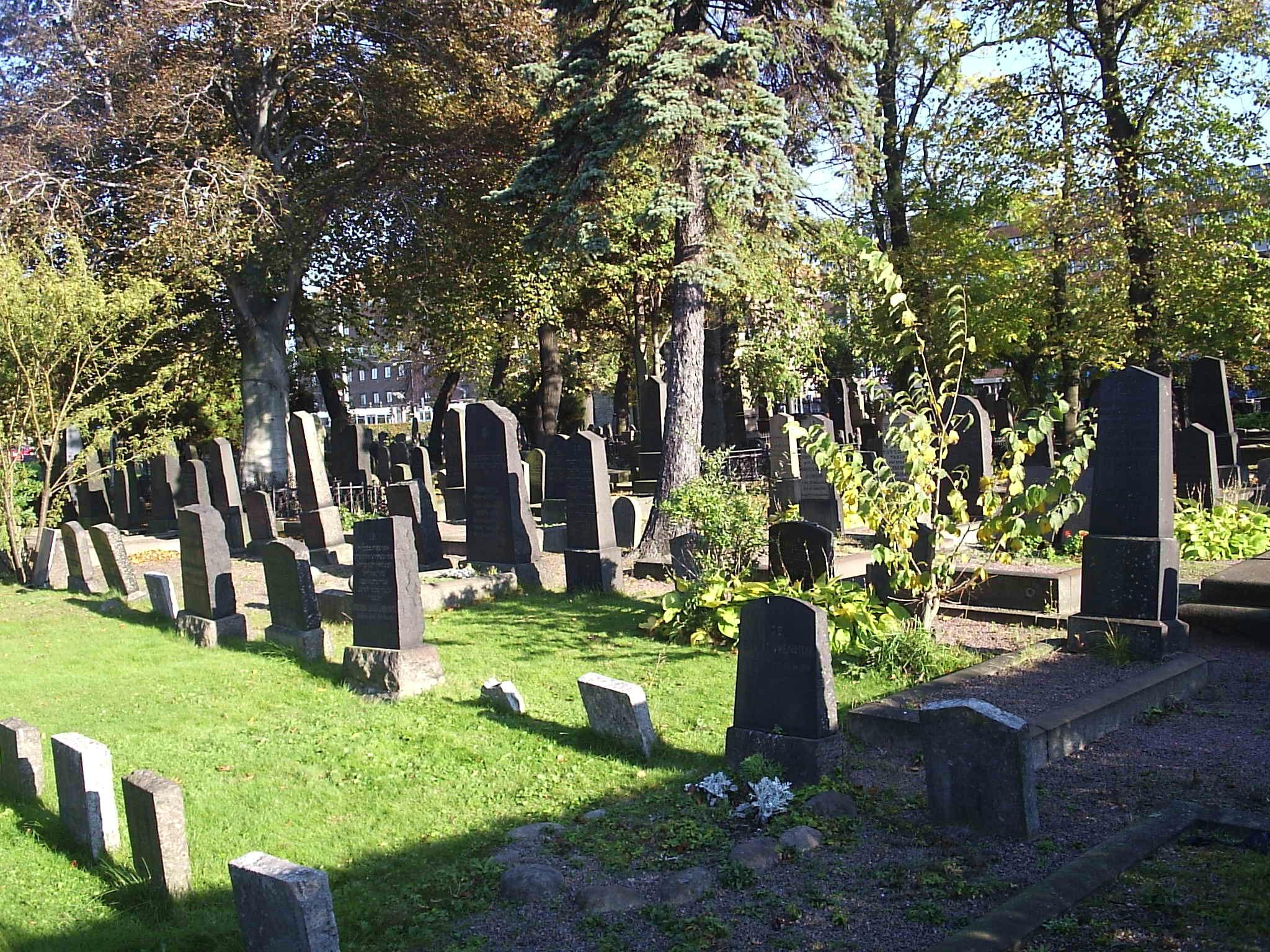
Gamla Mosaiska begravningsplatsen vid Svingeln.

Gamla Mosaiska begravningsplatsen vid Svingeln är en av Göteborgs två judiska begravningsplatser. Den ligger i stadsdelen Gullbergsvass med fastighetsbeteckning Gullbergsvass 703:18 och invigdes 1793, utvidgades 1814 och fick sitt namn 1817. Både begravningsplatsen och det mosaiska kapellet är byggnadsminnen sedan 27 juni 2019.
Kapellet från 1864 har fasader av gult tegel och en plåtklädd kupol. Det är byggt i morisk stil, med interiör och mönster från spanska synagogor. På grund av vibrationer från den närliggande järnvägen, blev kapellet i så dåligt skick att det renoverades 2006–2007, då bland annat stora delar av byggnadens tegel ersattes. Begravningsplatsen omges av dekorativt utformat järnstaket. Exteriören liksom interiören med kakelugnar och panelklädda väggar är mycket välbevarade. Kapellet har ingått i kommunens bevarandeprogram sedan 1987.

## Historia
År 1780 bildades Mosaiska församlingen av de judiska släkterna Delbanco, Henriques och Salomon. Under ett besök på Göteborgs magistraten i Göteborg i oktober 1792 begärde Benedict Henriques "på den judiska nationens vägnar att en plats måtte utses till lägerplats för them af judiska nationen, som härstädes genom döden aflida". Efter detta beslutades, att ett område på "30 kvadratalnar" (11 kvadratmeter) skulle avsättas för ändamålet, och redan året därpå var gravplatsen färdig.
Gravplatsen utökades 1817 och var Mosaiska församlingens enda gravområde tills den andra judiska begravningsplatsen i Göteborg, Nya Mosaiska begravningsplatsen, tillkom. Den ligger sydost om Östra kyrkogården och invigdes 26 maj 1915.
Tomten som utvaldes låg utanför stadens gränser. Den var tidigare ämnad som krigskyrkogård, men uppläts åt församlingen som ett arrende. Den judiska församlingens storlek ökade snabbt i Göteborg kring sekelskiftet 1800 och begravningsplatsen utvidgades 1817 och ett ”benhus” uppfördes. År 1855 exproprierades en oanvänd del av begravningsplatsen då stambanan drogs fram. År 1864 uppfördes kapellet i morisk stil med kupoltak på begravningsplatsen. För uppdraget anlitades byggmästarna Philip Jacob Rapp för den arkitektoniska gestaltningen och C. E. Hansson för uppförandet av byggnaden. En vaktmästarbostad uppfördes också. Det är oklart vem som gestaltat kapellets interiör och fönstrens glasmosaik.
Åt öster, direkt i anslutning till gamla Mosaiska begravningsplatsen låg en annan kyrkogård under många år, Begravningsplatsen för fångar. Ända fram på 1920-talet hette området sydväst om gamla Mosaiska  begravningsplatsen och fram till Alströmergatan, Friggaplatsen.
Anläggandet 1982 av spårvägens nya dubbelspår till Angered innebar, att 17 gravar flyttades till ett nytt område åt nordost. Flera gravvårdar har i dag svåra skador och det finns ett omfattande vårdbehov. Detta trots att judisk tradition förbjuder att en jordad människa flyttas från sitt vilorum. Begravningsplatsen är indelad i fem kvarter, A-D. Kvarter D är det äldsta kvarteret med stentavlor från 1790-talet bevarade.
År 2013 upprättade Antiquum AB på uppdrag av Judiska församlingen i Göteborg ett bevarandeprogram med vårdplan för gamla Mosaiska begravningsplatsen. Konserveringsarbeten har gjorts på vissa gravvårdar och tillhörande staket.

## Kapellet
Kapellets exteriör präglas av moriska influenser från den kontinentala europeiska arkitekturen för synagogor. Rummet har en kvadratisk form, vilket är vanligt hos äldre spanska synagogor. Fasaderna är uppförda i det för Göteborg klassiska gula förbländerteglet. Byggnadens mittdel utmärks av en kopparklädd kupol. Fasadens hörn kröns med plåtbelagda kvadratiska torn med tornspiror i form av davidsstjärnor. De blyspröjsade fönstren är bågformade i överkant med dekor av bland annat davidsstjärnor i svart smide.
Kapellets rum präglas av strikt symmetri. Idag är de panelklädda väggarna målade med blått, orange och grön kulör i kraftfulla nyanser. Två vita kakelugnar finns i två av rummets hörn och i ett hörn finns ett träskåp utformat som en kakelugn och som fungerar som elskåp. Golvet, som är täckt med marmorplattor, har en svag lutning vilket var av väsentlig betydelse för rummets syfte. I rummet utfördes tvagning inför den sista ritualen som föregick svepningen. Ritualen utfördes av det judiska begravningssällskapet.
Under 1950-talet hade kapellet förlorat sin ursprungliga användning och byggnaden kom att användas som förråd. På 1980-talet var byggnaden i stort behov av renovering och omfattande exteriöra och interiöra åtgärder påbörjades. Delar av kapellets murar var i mycket dåligt skick och på sina ställen nedrasade.
I samband med restaureringen åren 2006–2007 fann man bakom de järnplåtsbeklädda dörrarna ett intarsiaarbete i ädelträ med ett vackert träarbete i spanskmorisk stil (mudjéjarstil) som är ovanligt på nordiska breddgrader. Denna dekor valde man dock att skydda och dörrarna övertäcktes.

## Motivering för byggnadsminne
Länsstyrelsens bedömer, att Mosaiska kapellet med tillhörande begravningsplats, har ett synnerligen högt kulturhistoriska värde. Motiv för beslutet om byggnadsminne är följande:
"Mosaiska kapellet har få motsvarigheter i Sverige. De är även ovanliga i ett europeiskt perspektiv då många mosaiska kapell revs och brändes ned under andra världskriget. Begravningsplatsen är en av fem judiska begravningsplatser, som anlades i Sverige i slutet av 1700-talet. Begravningsplatsen och kapellet utgör tillsammans en bevarad helhetsmiljö med lång kontinuitet – som sådan besitter den därför ett mycket högt miljöskapande och samhällshistoriskt värde. Kapellet är också ett minnesmärke över den judiska församlingens tidiga roll, och viktiga betydelse, för Göteborg. Miljön utgör en tvåhundraårig göteborgsk släktdokumentation över människor, som haft mycket stor betydelse för staden Göteborg, och är därför av omistligt kulturhistoriskt värde."

## Begravda pågamla Mosaiska begravningsplatsen– i urval
- Abraham Baer, 1834–1894, kompositör
- Joseph Benecke, 1823–1862, grosshandlare, Nya Såpbruket
- David Felix Bonnier, 1822–1881, bokhandlare, startade Göteborgs-Posten
- Pontus Fürstenberg, 1827–1902, mecenat
- Göthilda Fürstenberg, 1837–1901, mecenat
- Sophie Elkan, 1853–1921, författare och hennes make Nathan Elkan 1834–1879, samt dottern Kerstin
- N.J. Gumpert, 1805–1854, bokhandlare
- Aron Henriques, 1782–1839, grosshandlare, såpbruket Johannedal
- Gabriel Heyman, 1828–1915, grosshandlare och kommunalpolitiker
- Heyman Jacob Heyman, 1801–1869, grosshandlare, Göteborgs privata bank
- Salomon Jacob Heyman, 1793–1847, handelsman, Göteborgs privata bank
- Aron Jonason, 1838–1914, fotograf och författare
- Lazarus Elias Magnus, 1770–1851, handelsman, grundare av L. E. Magnus & Co och Katrinedals sockerbruk
- Otto Mannheimer, 1860–1921, jurist och politiker
- Theodor Mannheimer, 1833–1900, bankir, Skandinaviska Kredit AB
- Aron von Reis, 1777-1848, industrigrundare, och hustrun Lowisa Marcus
- Conrad Pineus, 1872–1945, konstsamlare

## Bildgalleri över gravstenar på gamla Mosaiska begravningsplatsen vid Svingeln

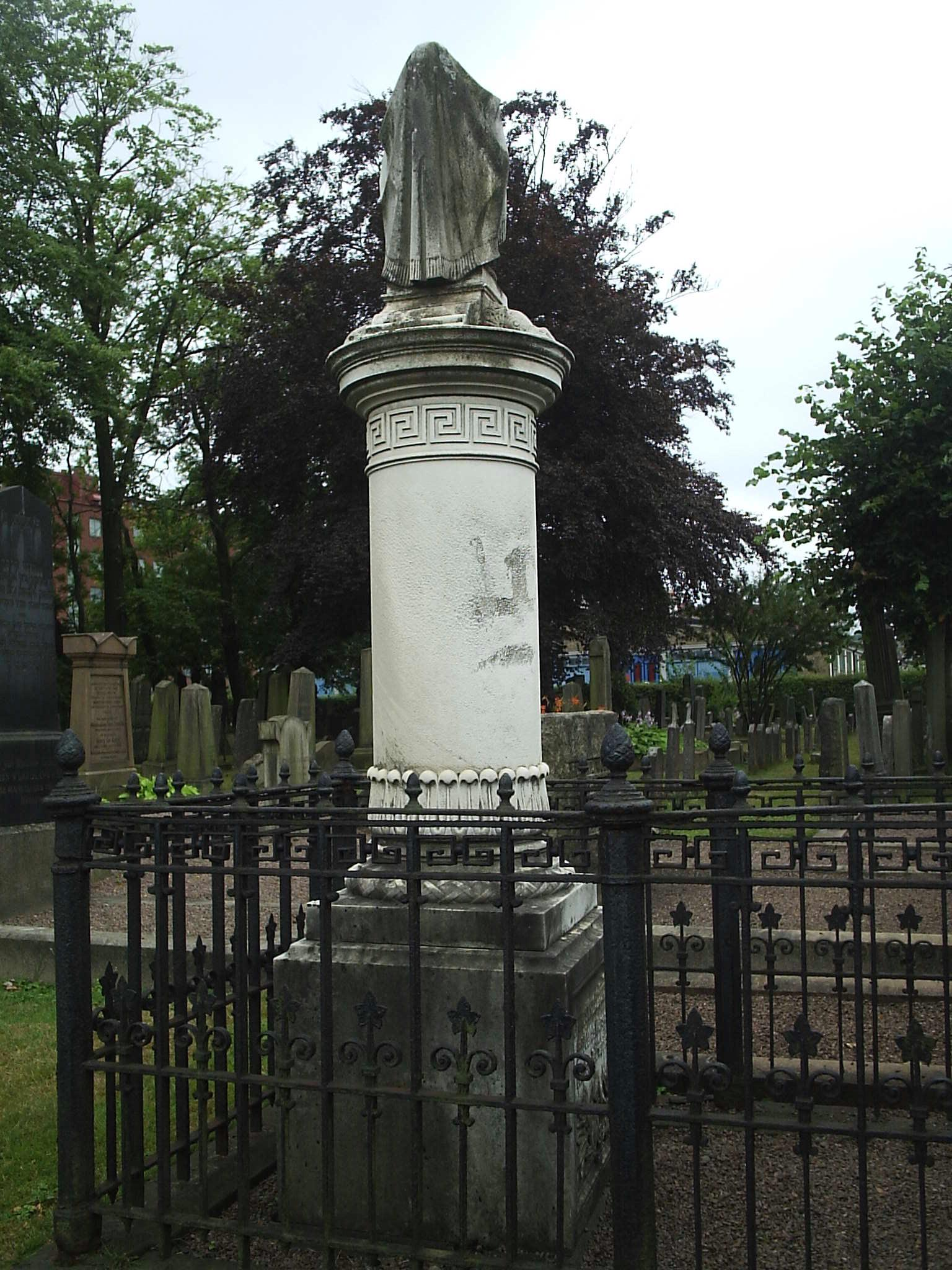
Euphrosyne Abrahamson.
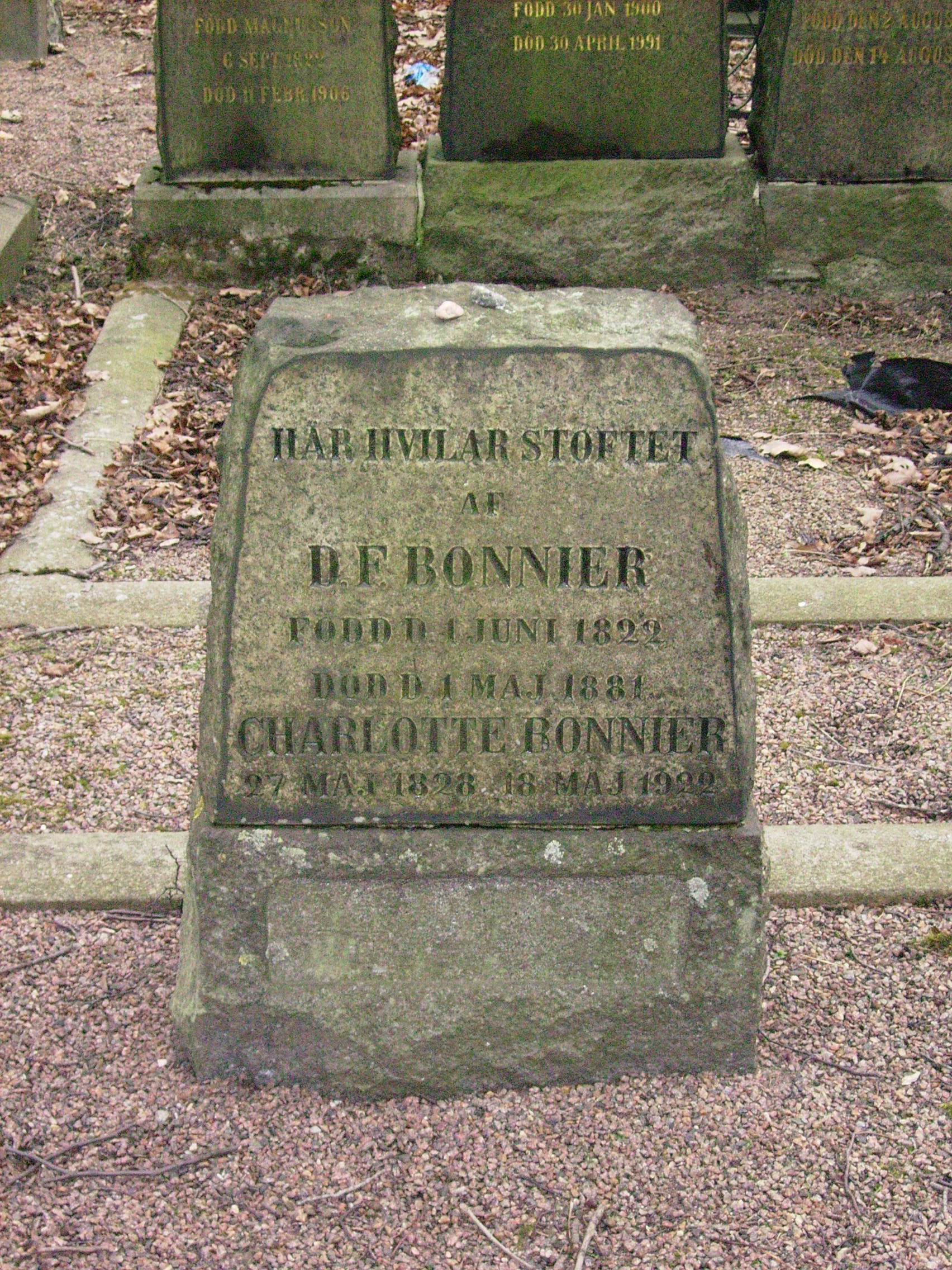
D.F. Bonnier.
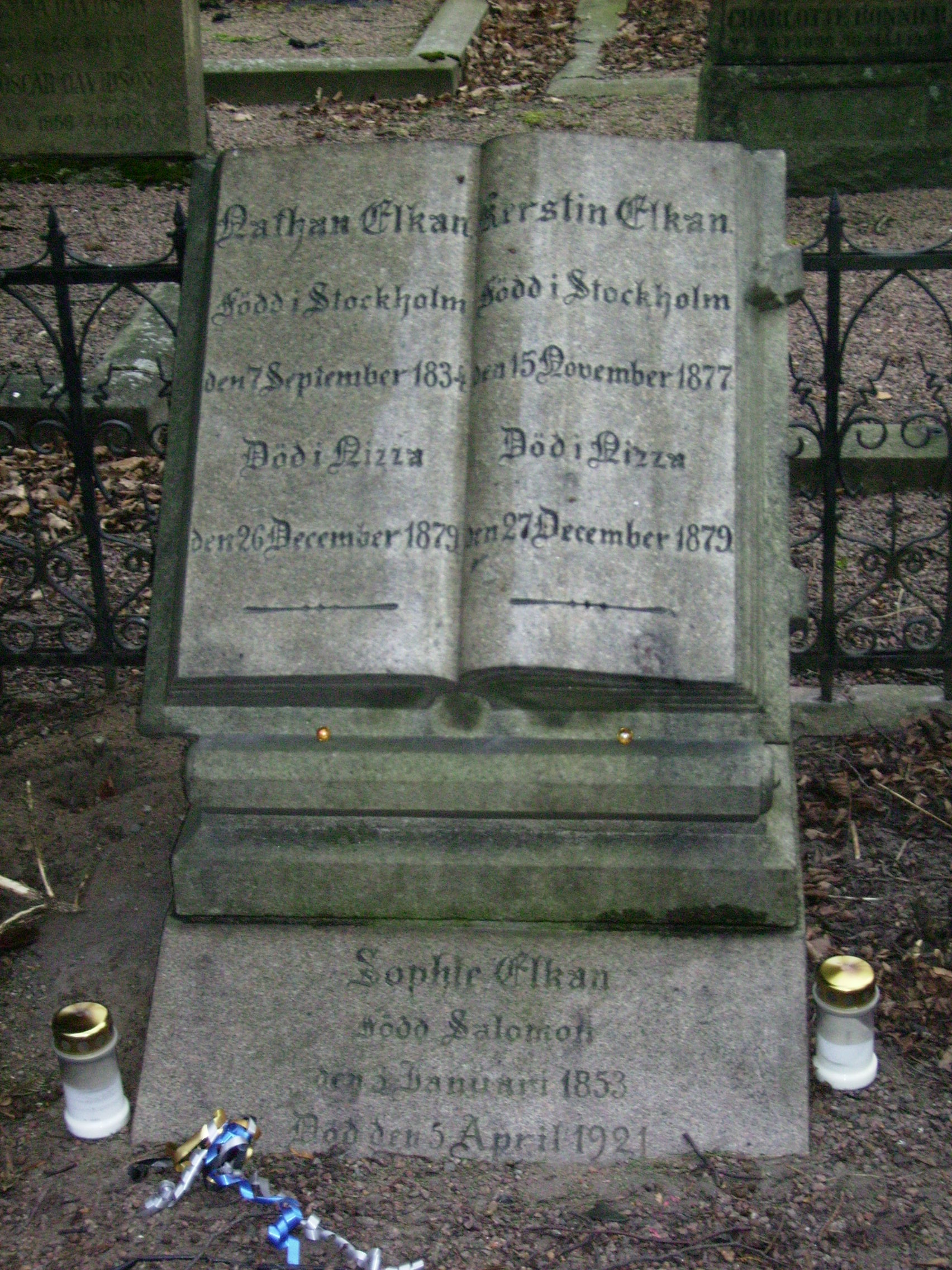
Sophie Elkan.
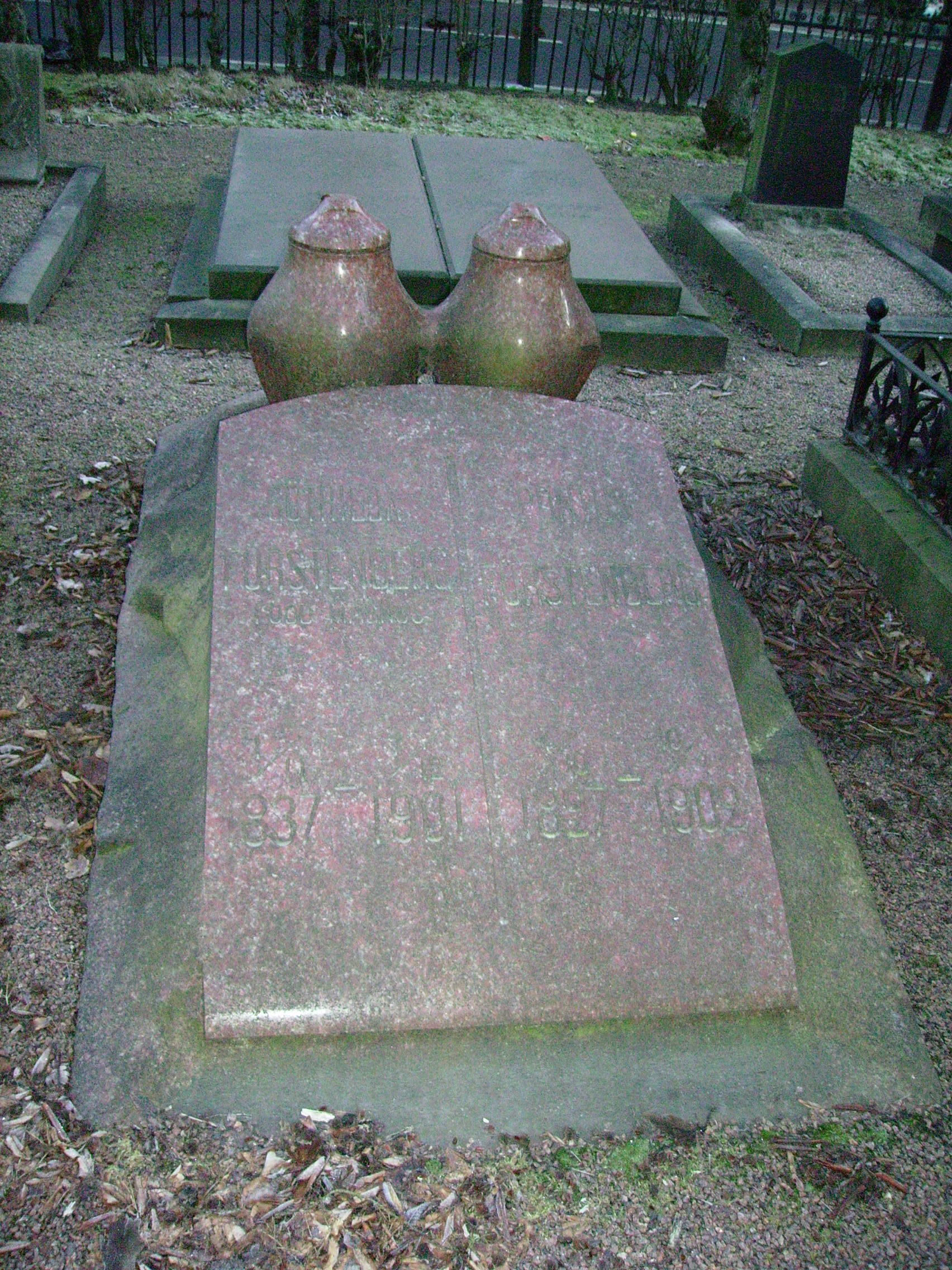
Pontus och Göthilda Fürstenberg.
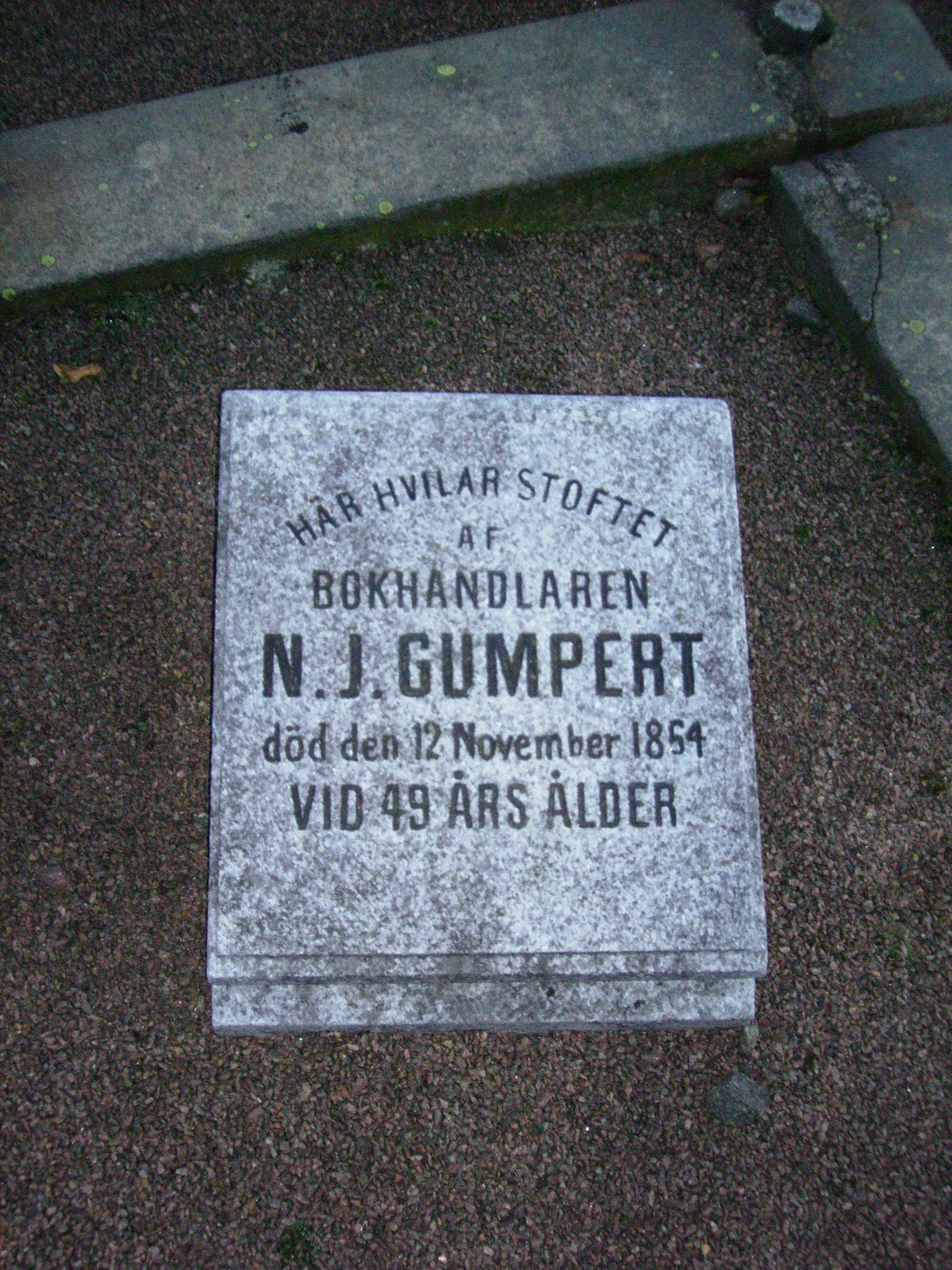
N.J. Gumpert.
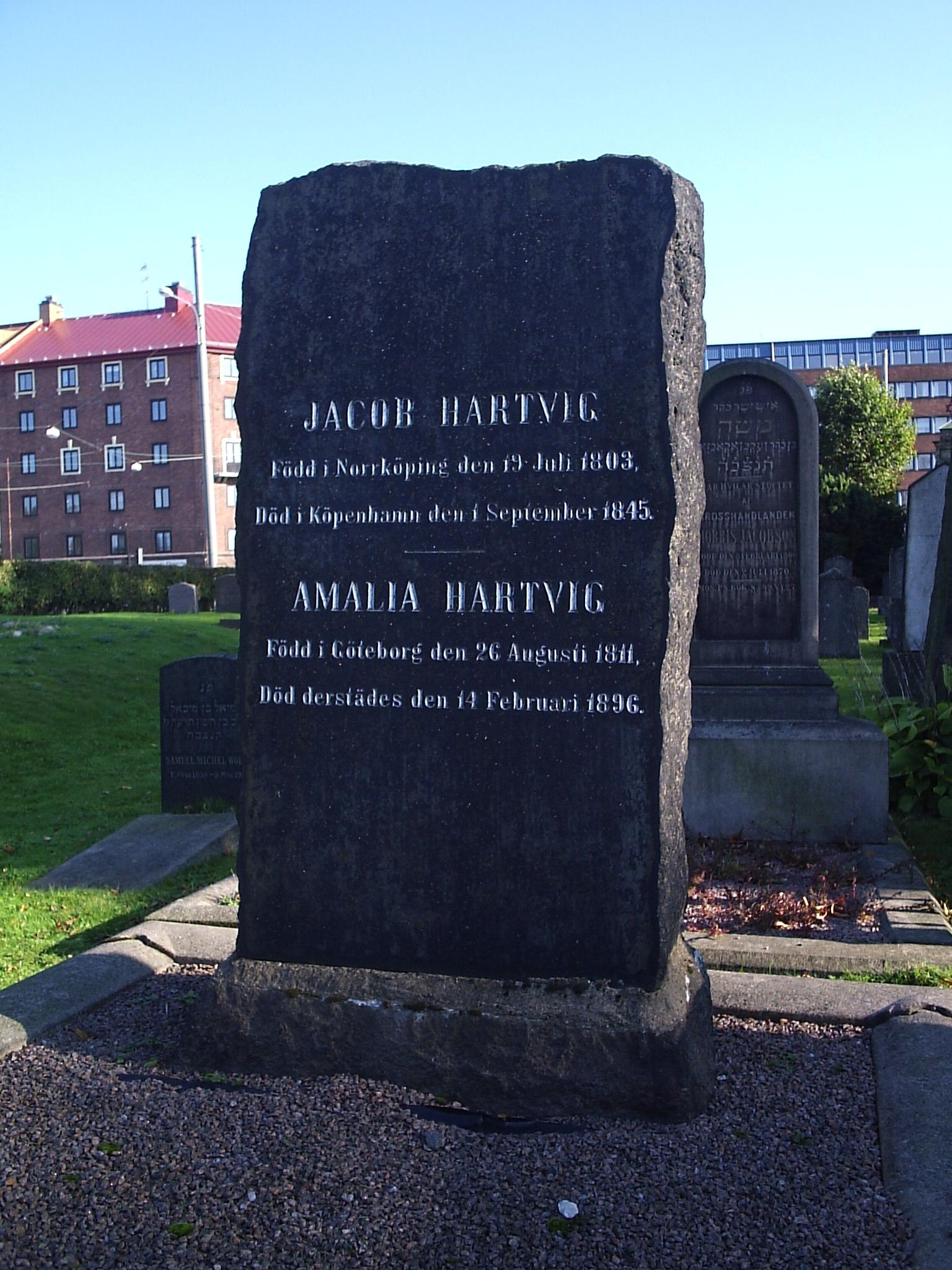
Jacob Hartvig.
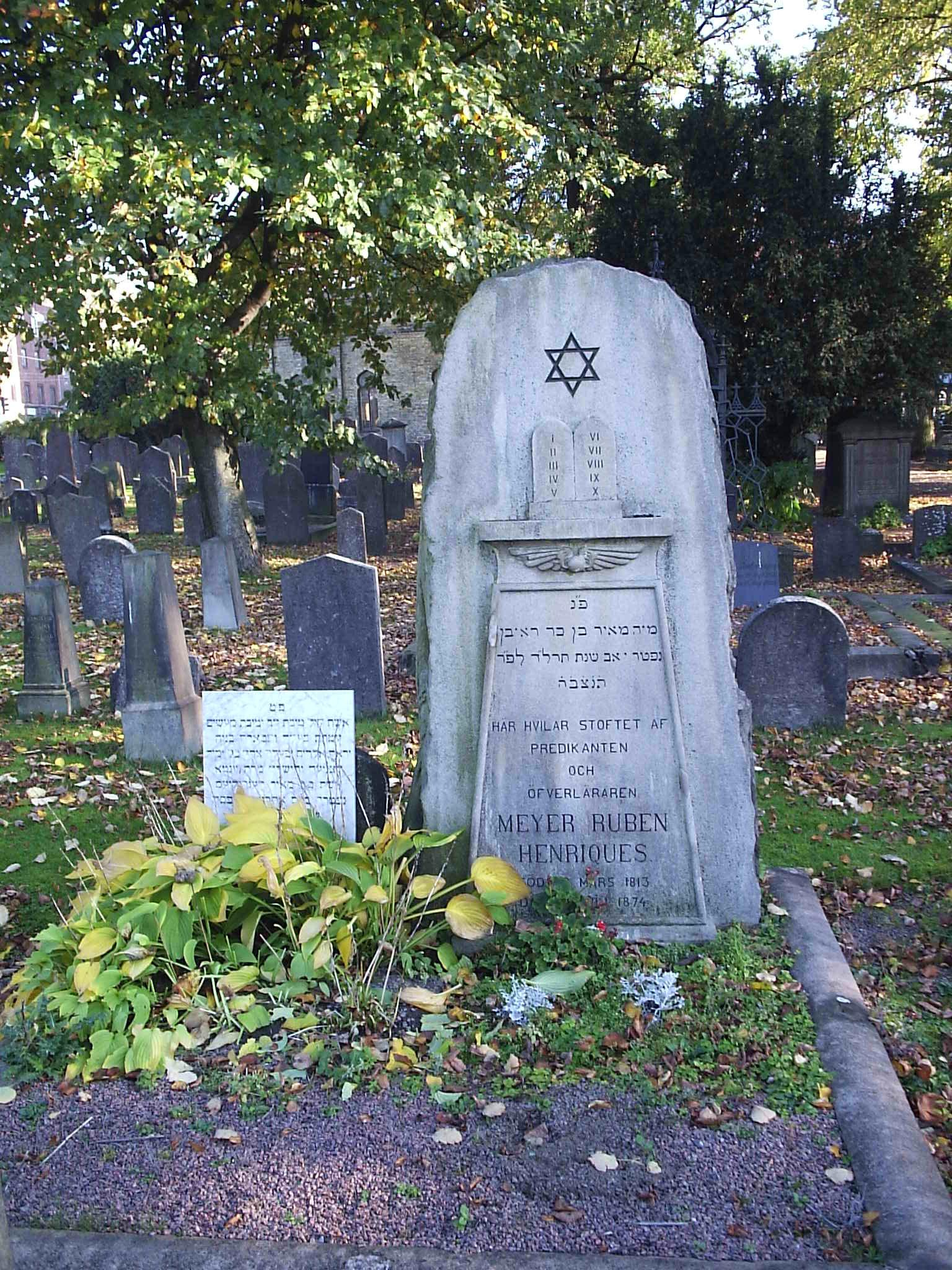
Meyer Ruben Henriques.
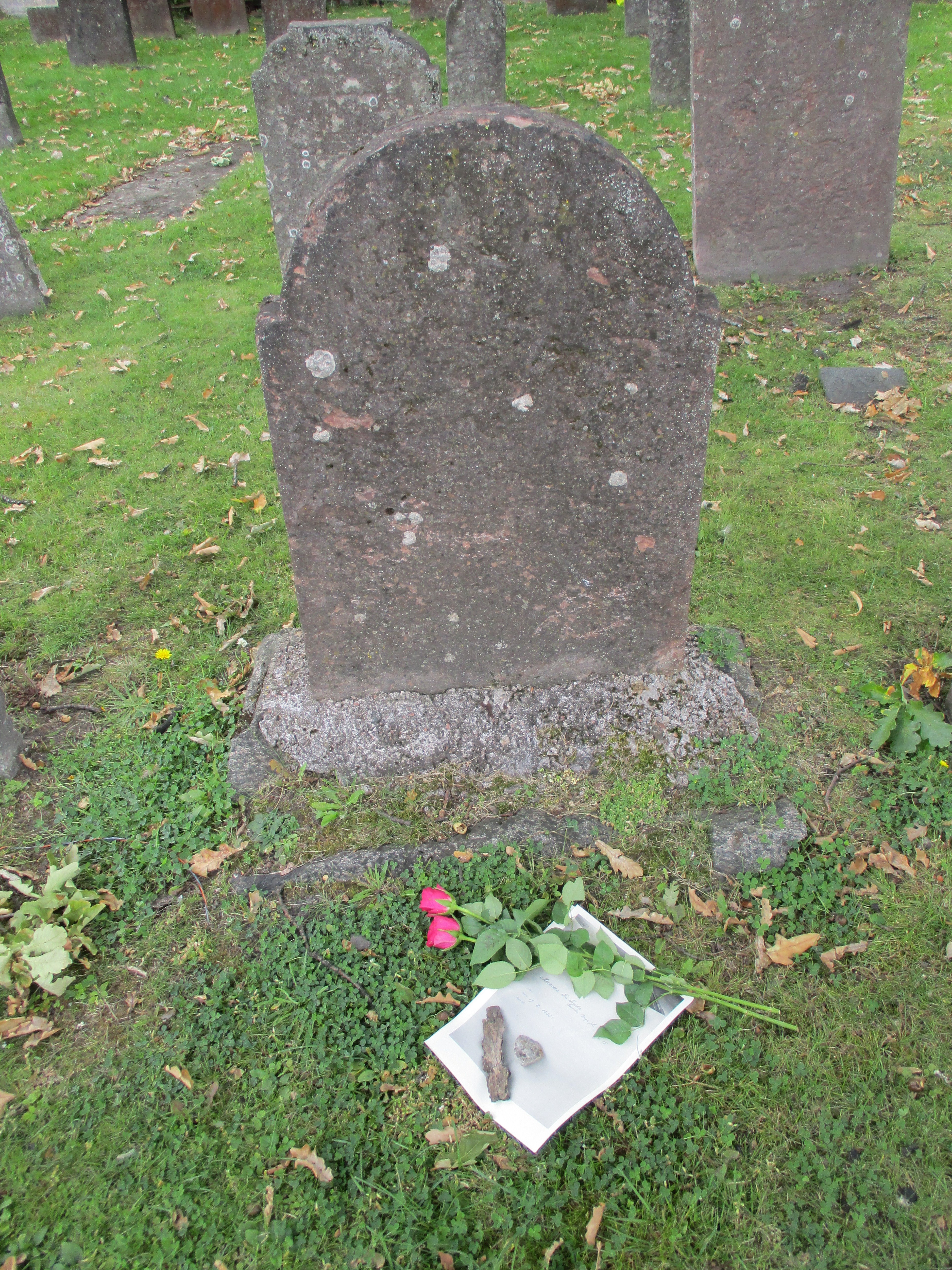
Fredrika Isaksdotter, änka efter Jacob Marcus
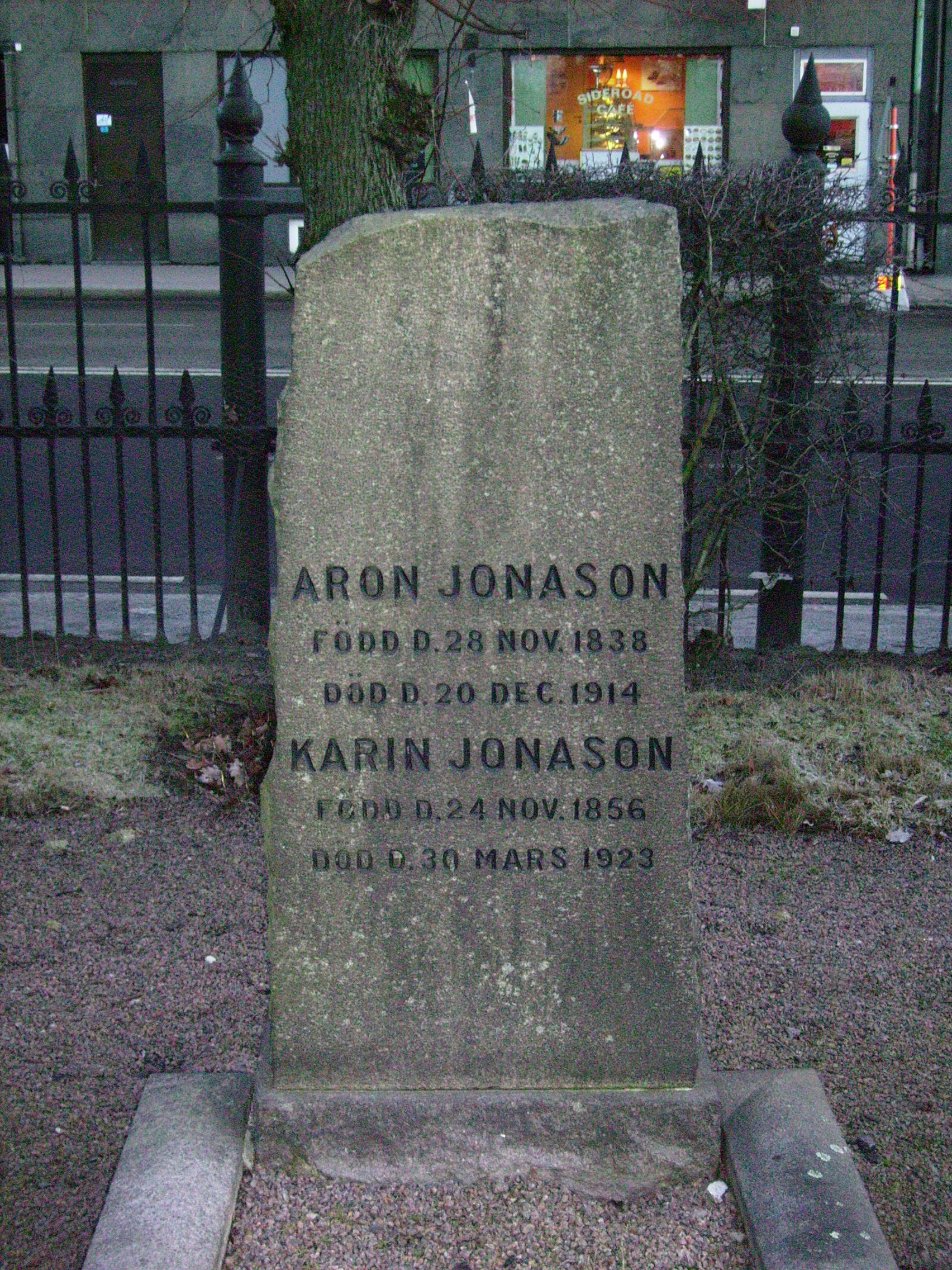
Aron Jonason.
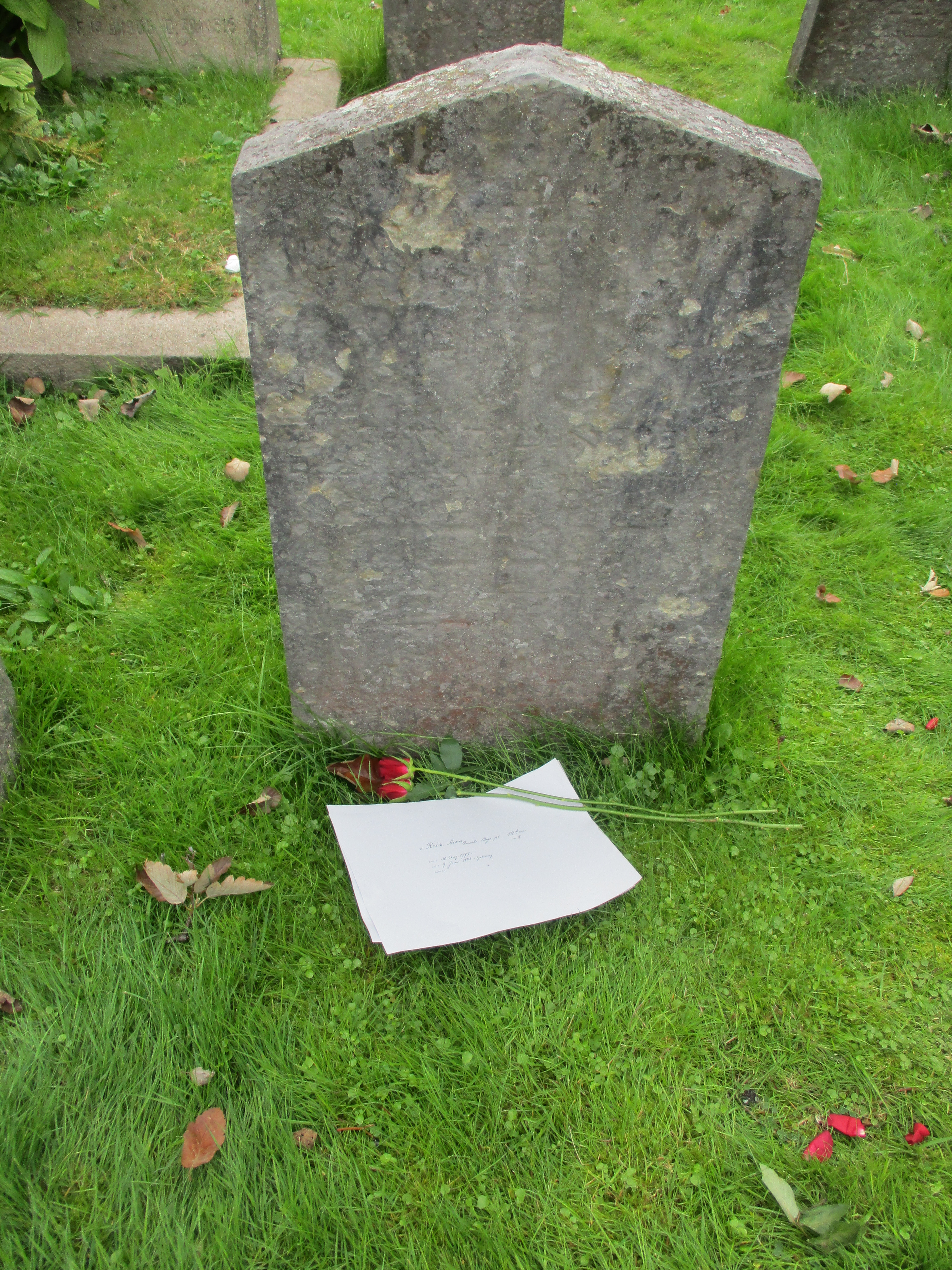
Aron von Reis